# Апостолос Николаидис (стадион)
«Апо́столос Николаи́дис» (греч. Στάδιο Απόστολος Νικολαΐδης, Стадион Леофорос Александрас, Γήπεδο της Λεωφόρου Αλεξάνδρας) — домашний стадион футбольного клуба «Панатинаикос». Стадион назван в честь греческого футболиста и президента клуба Апостолоса Николаидиса. Стадион расположен в районе Афин Амбелокипи, восточнее Ликавита, на проспекте Александраса, поэтому он более известен как Леофорос Александрас. На проспекте Александраса кроме футбольного стадиона также находятся баскетбольная площадка, теннисный корт, плавательный бассейн, боксерский ринг и другие спортивные помещения.
В 2001 году спортивный комплекс «Апостолос Николаидис» был полностью реконструирован.